# František Trávníček (fotbalista)
František Trávníček (1930–13. ledna 2003 Blansko) byl český fotbalový středopolař, trenér a činovník (funkcionář). Celý svůj život zasvětil sportu, zejména fotbalu.

## Hráčská kariéra
Odchovanec AFK/Metry Blansko hrál v československé lize za Křídla vlasti Olomouc během základní vojenské služby, aniž by skóroval.

### Prvoligová bilance
| Ročník         | Zápasy | Góly | Minuty | Klub                  |
| -------------- | ------ | ---- | ------ | --------------------- |
| I. liga 1953   | 12     | 0    | 1 035  | Křídla vlasti Olomouc |
| CELKEM I. LIGA | 12     | 0    | 1 035  |                       |

## Trenérská kariéra
Po skončení hráčské kariéry v 60. letech 20. století se stal trenérem. Před sezonou 1973/74 převzal po Františku Buchtovi A-mužstvo TJ Spartak ČKD Blansko a vedl je až do konce ročníku 1979/80. Nahradil ho Ivan Študent, který pod jeho vedením v ČKD Blansko hrál (1976–1980). František Trávníček trénoval i menší mužstva na Blanensku.
- 1973/74 (5. liga) – 11. místo[3]
- 1974/75 (5. liga) – 14. místo(sestup)[3]
- 1975/76 (6. liga) – 1. místo ve skupině B (postup)[3]
- 1976/77 (5. liga) – 3. místo (reorganizace)[3]
- 1977/78 (4. liga) – 4. místo[3]
- 1978/79 (4. liga) – 10. místo[3]
- 1979/80 (4. liga) – 4. místo[3]

## Funkcionářská kariéra
Dlouhá léta pracoval ve vrcholových funkcích v krajských a okresních fotbalových orgánech.